# 平松島
平松島（西班牙語：Isla Pinzón）是厄瓜多爾的島嶼，位於太平洋海域，屬於加拉帕戈斯群島的一部分，面積18平方公里，最高點海拔高度458米，島上無人居住。
0°36′S 90°39′W / 0.600°S 90.650°W